# MT-LBu
MT-LBu(Mnogotselevoy Tyagach -Lekhko Bronirovannyi univjersal'nyi、ロシア語: МТ-ЛБу(Многоцелевой Тягач -Легкий Бронированный универсальный：「多目的型汎用軽装甲牽引車」の意)は、ソビエト連邦で開発された汎用装軌装甲車両である。

## 概要
MT-LB装軌式汎用装甲車の拡大型として開発された車両で、転輪を一組増やし片側7輪として全長と全高を拡大し、重量の増加に合わせてより強力なエンジンを搭載した車両である。
車内配置等の構成はMT-LBと同一だが、銃塔は装備していない。車高が拡大したことにより車内の容積が大幅に拡大している。
元来は中型火砲牽引車及び物資・人員運搬車として開発・設計されたMT-LBが、使用用途が広がるにつれて各種電子装備の搭載車両や野戦指揮車としても活用されたことに鑑み、よりそれらの目的に適した車両として開発されたもので、主に対空・対地レーダーや通信中継装置、電子戦装置の搭載車として、またそれら野戦電子システムの指揮車両として用いられている。

## 注・出典
1. ↑  ただし、MT-LBと比べてより貨物もしくは機器の搭載に適した設計とされており、後部兵員／貨物室の標準状態での座席数はMT-LBよりも少ない。